# Pieter Brueghel el Joven
Pieter Brueghel el Joven /ˈpitəɾ ˈbɾøːxəl/ (1564 – 1638) fue un pintor flamenco del siglo XVII; hijo del también pintor Pieter Brueghel el Viejo.

## Biografía
Pieter Brueghel el Joven nació en Bruselas. Fue el hijo mayor del famoso pintor holandés del siglo XVI Pieter Brueghel el Viejo (conocido como "Brueghel el Campesino") y Mayken Coecke van Aelst. Su padre murió en 1569, cuando Pieter el menor tenía sólo cinco años. Tras la muerte de su madre en 1578, Pieter, junto con su hermano Jan Brueghel el Viejo (también conocido como "Brueghel de Terciopelo", "Breughel del Paraíso" y "Breughel de las Flores") y su hermana Marie, se fue a vivir con su abuela Mayken Verhulst. Ésta era viuda del prolífico artista Pieter Coecke van Aelst y, también, una artista consumada por derecho propio, conocida por sus pinturas en miniatura. Según el biógrafo flamenco de principios del siglo XVII Karel van Mander, Mayken Verhulst fue posiblemente la primera maestra de sus dos nietos.
La familia Brueghel se trasladó a Amberes en algún momento después de 1578 y Pieter posiblemente entró en el estudio del pintor paisajista Gillis van Coninxloo (1544-1607). Su maestro dejó Amberes en 1585 y en los registros de 1584/1585 del gremio de San Lucas, "Peeter Brugel" figura como maestro independiente.
El 5 de noviembre de 1588 Pieter se casó con Elisabeth Goddelet. La pareja tuvo siete hijos, muchos de los cuales murieron jóvenes. Un hijo llamado Pieter Brueghel III fue también pintor. Pieter Brueghel el Joven dirigía un gran estudio en Amberes que producía principalmente copias baratas de la obra de su padre para la venta local y la exportación. Sin embargo, a menudo tenía dificultades financieras, posiblemente debido a la bebida. Tenía al menos 9 alumnos, incluyendo a Frans Snyders y Andries Danielsz
Murió en Amberes, a los 72 años.

## Obra

### General
Pieter Brueghel el Joven pintó paisajes, temas religiosos, proverbios y escenas de pueblo. Se han registrado algunos bodegones de flores de Pieter.Sus pinturas de género de campesinos enfatizan lo pintoresco, y son consideradas por algunos como carentes de la sutileza y el humanismo de Pieter el Viejo.
Él y su taller fueron prolíficos copistas de las composiciones más famosas de Pieter Bruegel el Viejo. Su nombre y su trabajo fueron olvidados en los siglos XVIII y XIX hasta que fue redescubierto en la primera mitad del siglo XX.

### Obras originales

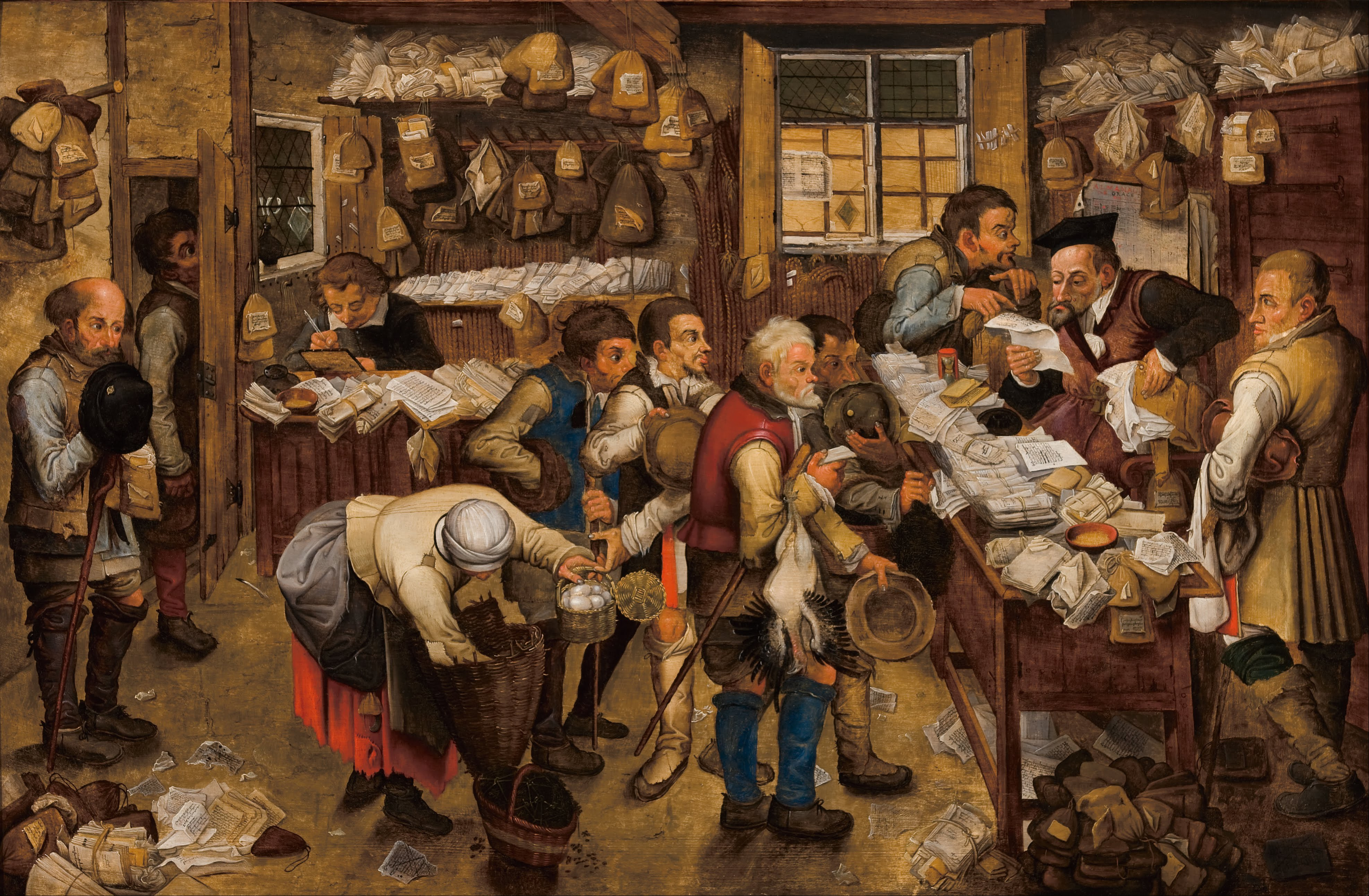
El Abogado del Pueblo o la Oficina del Recaudador de Impuestos

Pieter Brueghel el Joven creó obras originales que son enérgicas, audaces y brillantes y adaptadas al estilo del siglo XVII. Uno de los diseños originales más exitosos del artista fue la pintura de El Abogado del Pueblo (a veces también llamada la Oficina del Recaudador de Impuestos, el Pago del Diezmo, el Abogado de Malos Casos y la Notaría). Los diferentes títulos de la obra indican que pudo haber sido interpretada de estas  diferentes maneras en el siglo XVII. El título El abogado del Pueblo es probablemente el más adecuado, ya que la persona que está detrás del escritorio lleva un gorro de abogado, la recaudación de impuestos no solía producirse en ese entorno y el papeleo y las bolsas del escritorio se parecen a los de las peticiones y decretos. El cuadro también muestra campesinos haciendo cola con regalos como pollos y huevos para complacer al abogado, lo cual era algo común, mientras que los pagos de los diezmos se hacían en grano. El cuadro muestra su interés y observación cercana de la vida del pueblo. El taller de Pieter Brueghel el Joven hizo muchas copias de la composición en diferentes formatos. Existen 19 versiones firmadas y fechadas de esta obra (de entre 1615-22) de unos 25 originales y 35 versiones cuestionables.
Otra composición original de Pieter Brueghel el Joven es la Novia de Pentecostés, que se conoce en al menos cinco versiones autógrafas. Una de las copias estaba anteriormente en el Museo Metropolitano. El cuadro muestra una costumbre de la primavera flamenca de elegir y coronar a una reina en Pentecostés. El festival se centra en torno a una flor recogida en los campos por los niños. Esta pintura se distingue claramente en estilo y color del trabajo de su padre. La pintura utiliza colores brillantes, con mucho bermellón y un rico azul-verde en las figuras y azul para el cielo. Los colores muestran una unidad de tono distintiva del siglo XVII. El cuadro también muestra una unidad en el dibujo y la composición. Otra composición original de Pieter Brueghel el Joven son cuatro pequeños tondos que representan las Cuatro Etapas del Río (todos en la Galería Nacional de Praga). Como su estilo nunca evolucionó de la manera de su temprana carrera es difícil fechar su obra.

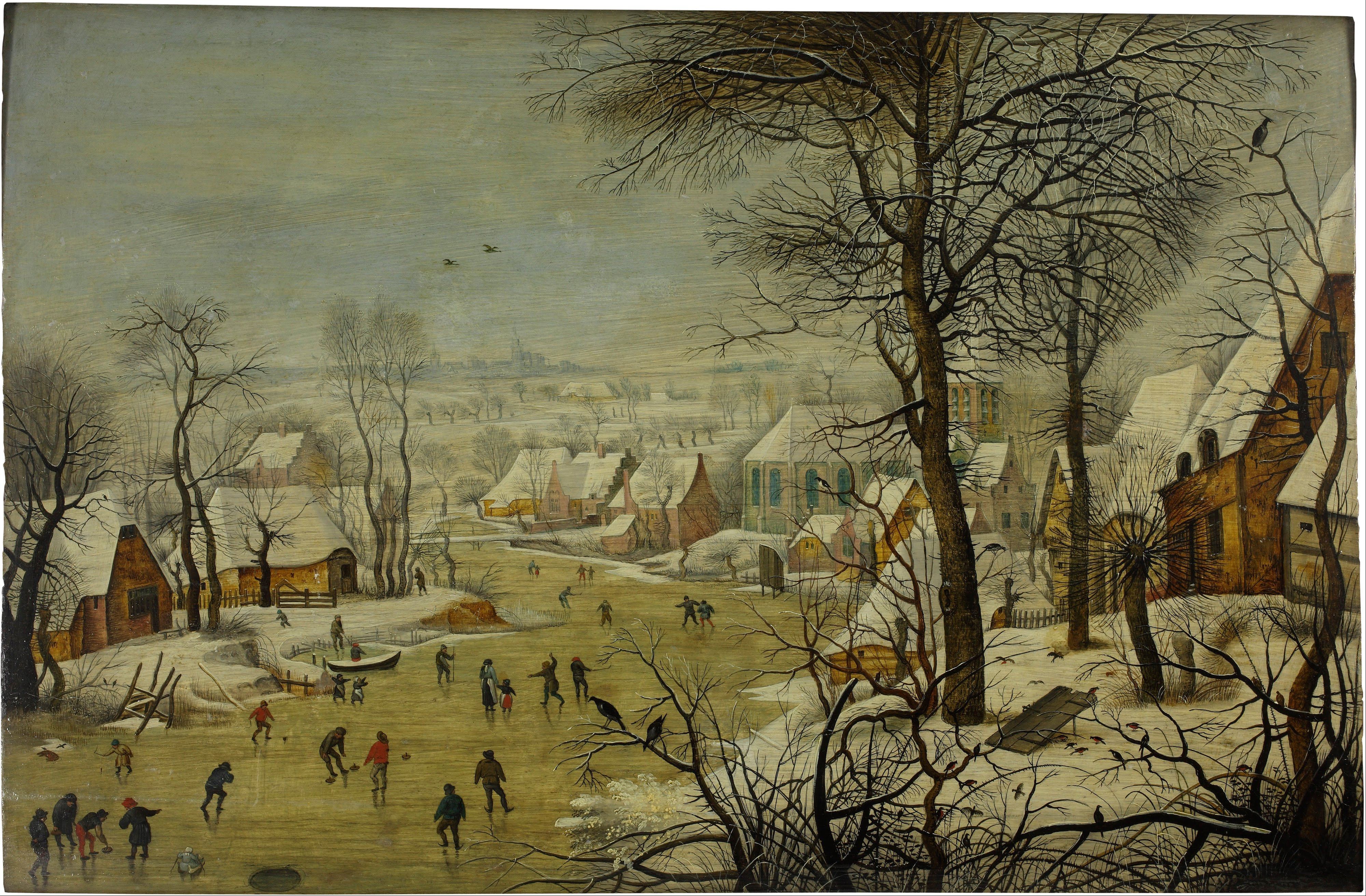
Paisaje invernal con una trampa para pájaros

En varios casos, no está claro si una composición es una composición original de Pieter Brueghel el Joven o una copia de una obra perdida de su padre.

### Copista
Además de estas pinturas de su propia invención, Pieter Brueghel el Joven también copió las famosas composiciones de su padre a través de una técnica llamada "pouncing". Esta actividad a gran escala sólo fue posible gracias a su gran y bien organizado taller. La comparación de algunas copias con los originales revela diferencias, tanto en términos de color como de omisión o adición de ciertos detalles. Esto puede indicar que el copista rehízo de nuevo algunas secciones, o posiblemente basó las copias en impresiones posteriores a las obras originales, en lugar de en los propios originales. Pieter el Joven frecuentemente hacía pinturas con los diseños figurativos de su padre, incluyendo dibujos para impresiones.
Como Pieter Brueghel el Joven no siempre tuvo acceso a las pinturas originales de su padre, de hecho, a menudo se basaba en impresiones de la obra de su padre para crear sus composiciones derivadas. También tuvo acceso a dibujos de composición (ahora perdidos) y caricaturas intermedias que su padre había hecho y que luego transfirió a los cuadros mediante el uso de punzones.
Los temas de las obras copiadas cubren toda la gama de temas y obras de Pieter el Viejo, incluyendo composiciones religiosas específicas tanto a gran como a pequeña escala. Los temas principales son proverbios y escenas campesinas de su padre.

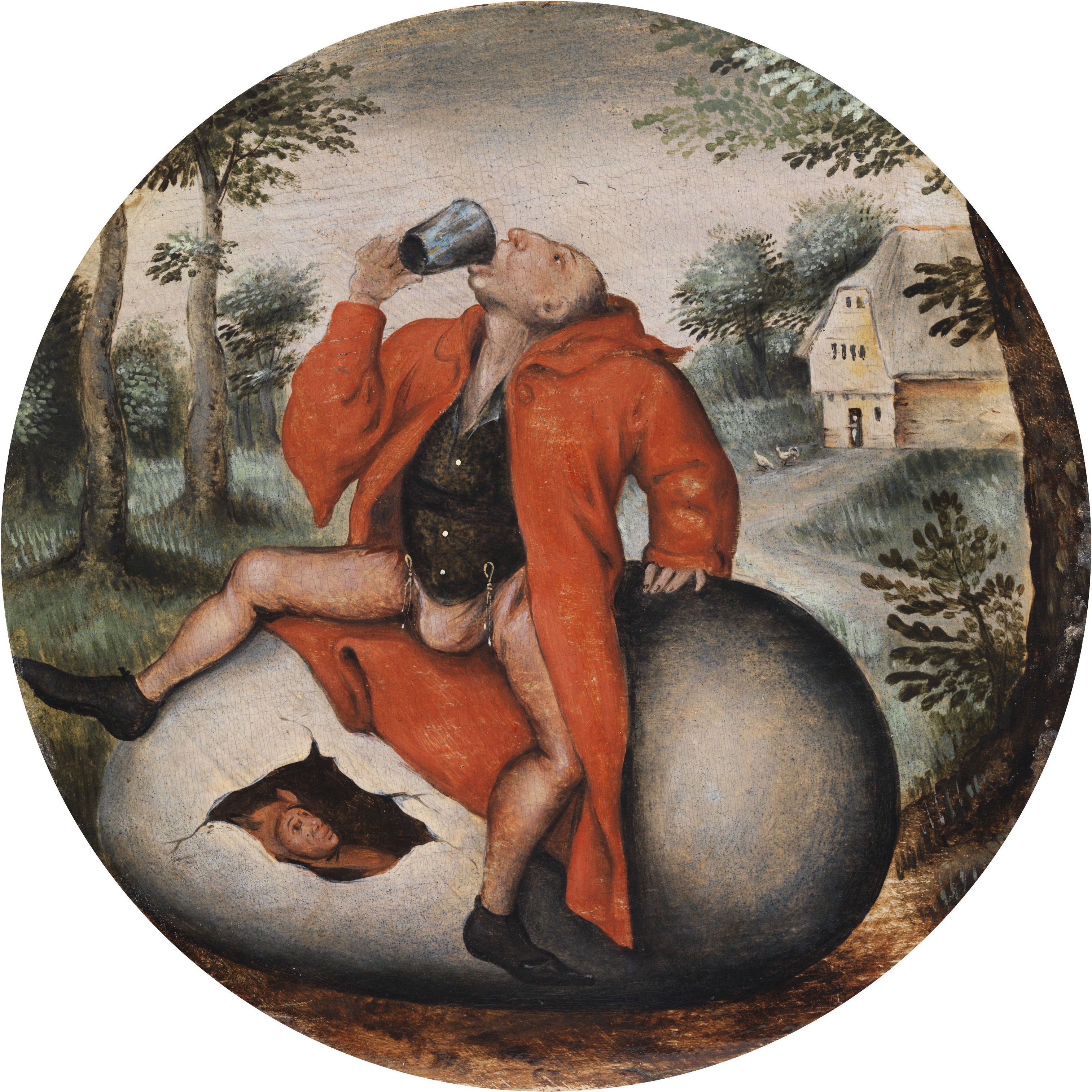
Borracho en un huevo

Una de las obras más copiadas de su padre fue el Paisaje de invierno con patinadores y una trampa para pájaros. Esta obra fue reproducida por Pieter Brueghel el Joven y su taller al menos 60 veces. De estas copias 10 están firmadas y 4 están fechadas (1601, 1603, 1616 y 1626). Otra obra popular de Pieter el Viejo fue la Adoración de los Magos en la Nieve de la que Pieter Brueghel el Joven y su taller produjeron unas 30 copias. 

El taller también produjo no menos de 25 copias de la Predicación de San Juan Bautista de Pieter Brueghel el Viejo, cuyo original se cree que es el cuadro de 1566, que está en el Museo de Bellas Artes de Budapest. Algunos de los ejemplares se encuentran en las colecciones de museos como el Hermitage, el Museo Real de Bellas Artes de Amberes, el Museo Nacional de Cracovia, el Rheinisches Landesmuseum de Bonn, el Stedelijk Museum Wuyts-Van Campen en Baron Caroly de Lier y el Museo de Bellas Artes de Valenciennes. Algunas de las copias están firmadas y fechadas. La calidad y el gran número de versiones producidas por Brueghel el Joven sugieren que conocía de primera mano el original de su padre. Los eruditos han afirmado que el cuadro original de Brueghel el Viejo ofrecía un comentario codificado de los debates religiosos que se produjeron en los Países Bajos durante la década de 1560 y que representaba un sermón clandestino como el que sostenían los reformadores protestantes de la época. Pieter el Joven cambió algunos detalles de la composición original de su padre. Por ejemplo, algunas versiones omiten la figura no identificada de un hombre barbudo de negro, que se vuelve hacia el espectador. La omisión parece confirmar la especulación de que su presencia prominente en la composición original no fue accidental. El rostro distintivo de esta figura sugiere que puede ser un retrato, posiblemente del propio artista o del mecenas que encargó el cuadro. La figura de Cristo ha sido identificada a menudo como el hombre de gris detrás del brazo izquierdo del Bautista o el hombre barbudo más a la izquierda con los brazos cruzados. La continua popularidad del cuadro una generación después de la muerte de Pieter Brueghel el Viejo, cuando el tema no sólo había perdido sus implicaciones políticas sino que iba en contra de la corriente religiosa de la época, muestra que había una apreciación más estética del tema. La composición fue entonces probablemente más disfrutada por su representación de la humanidad en toda su diversidad de raza, clase, temperamento y actitud. 

La Predicación de San Juan Bautista
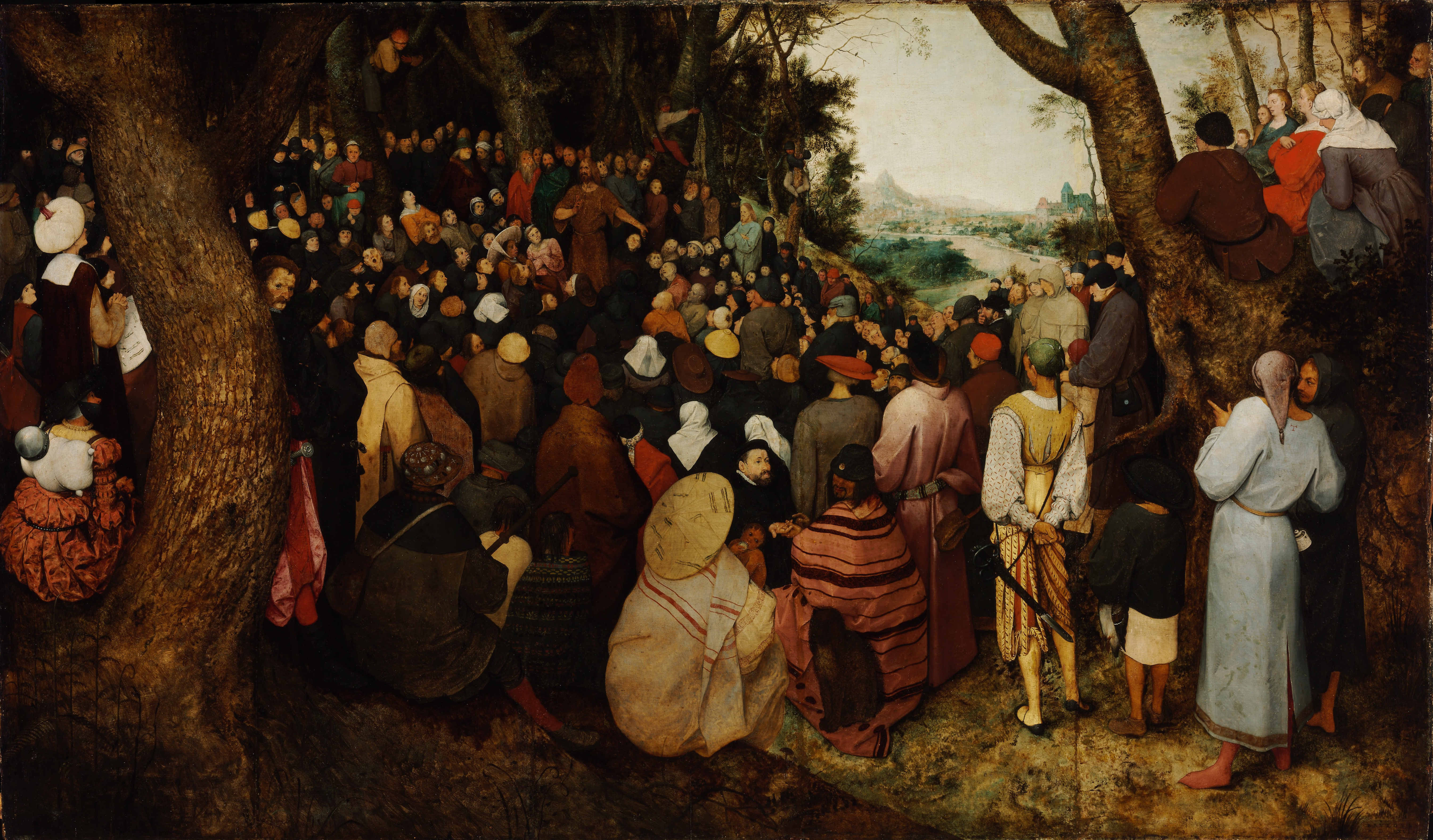
La predicación de San Juan Bautista, original de Pieter Bruegel el Viejo (1566), Museo de Bellas Artes (Budapest)
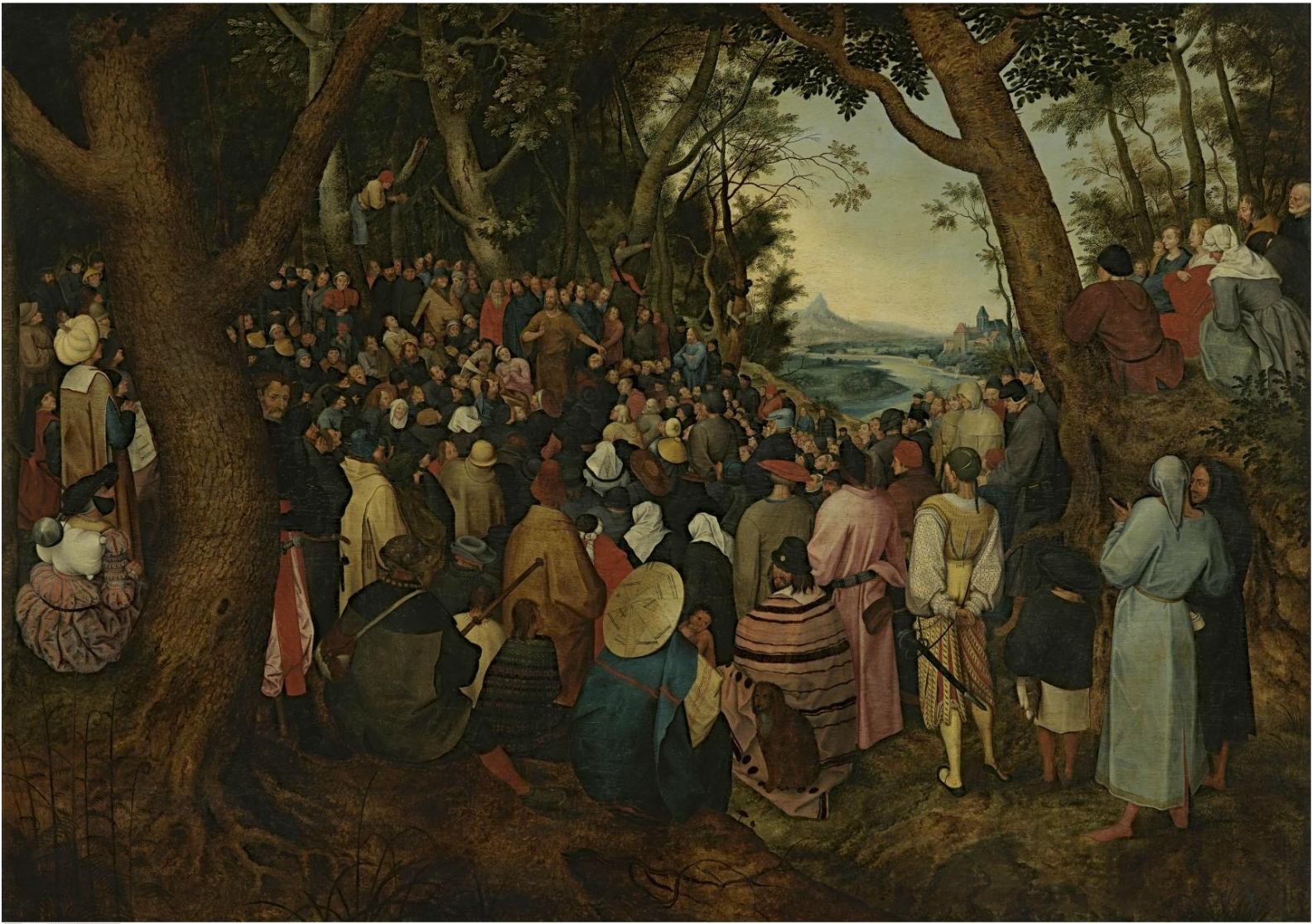
Copia de Pieter Brueghel el Joven de la obra de su padre La predicación de San Juan Bautista (después de 1616), en el Museo Groeninge en Brujas, omitiendo al hombre barbudo de negro que se volvía hacia el espectador en el original.
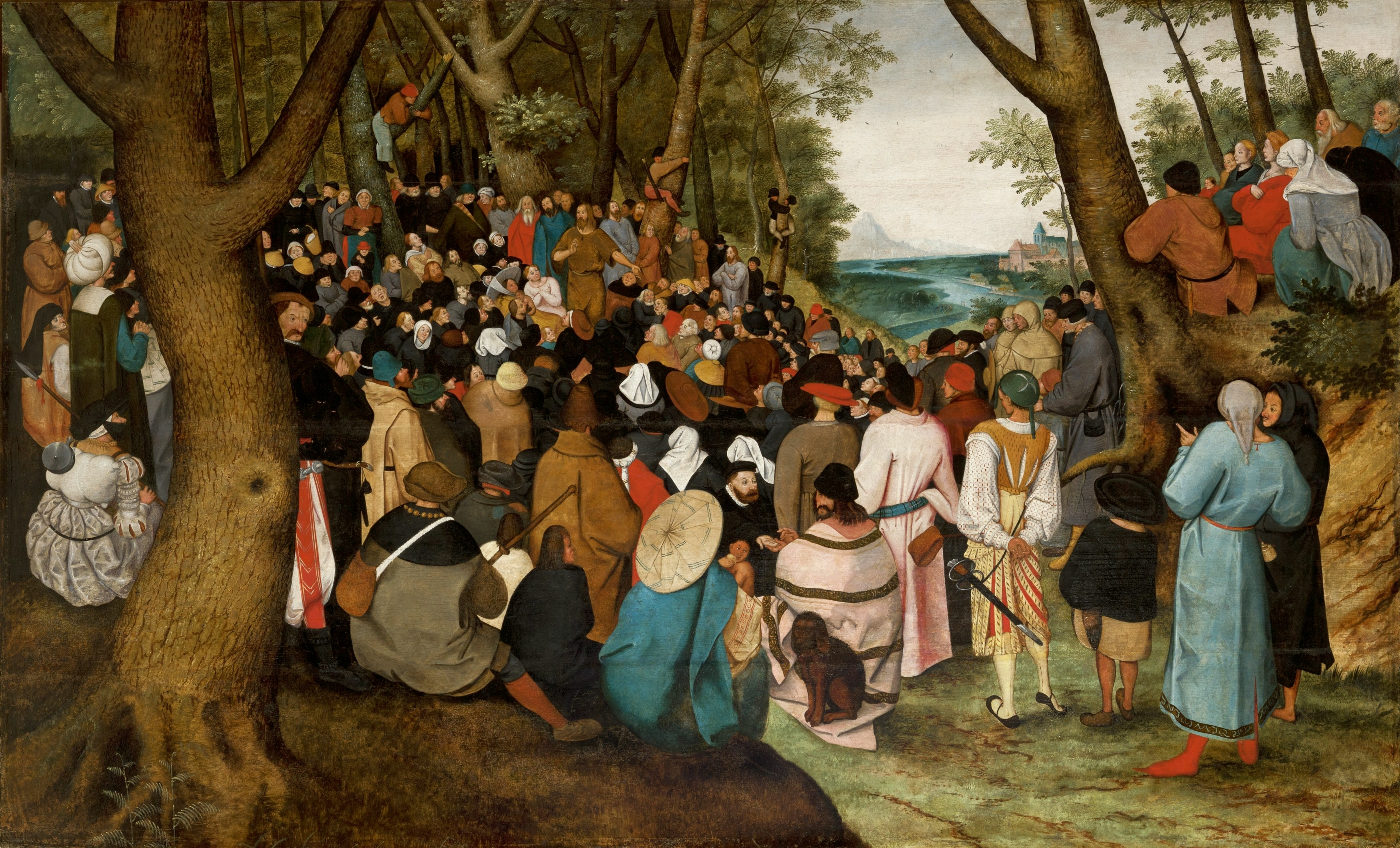
Copia por Pieter Brueghel el Joven de la obra de su padre La Predicación de San Juan Bautista (1601-1604), Europeum en Cracovia

El Alquimista
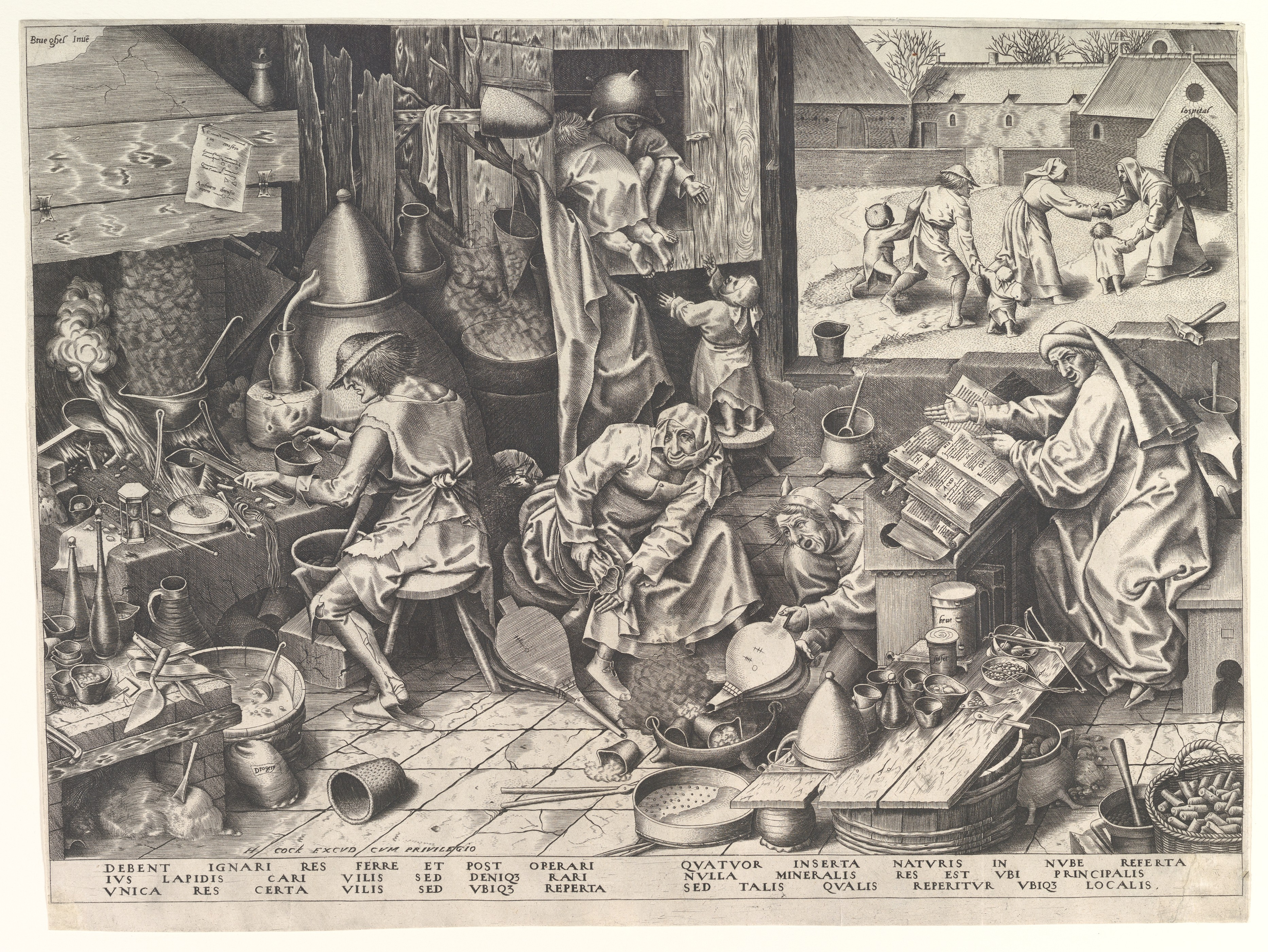
El alquimista de Pieter Bruegel el Viejo, Museo Metropolitano de Arte, grabado original
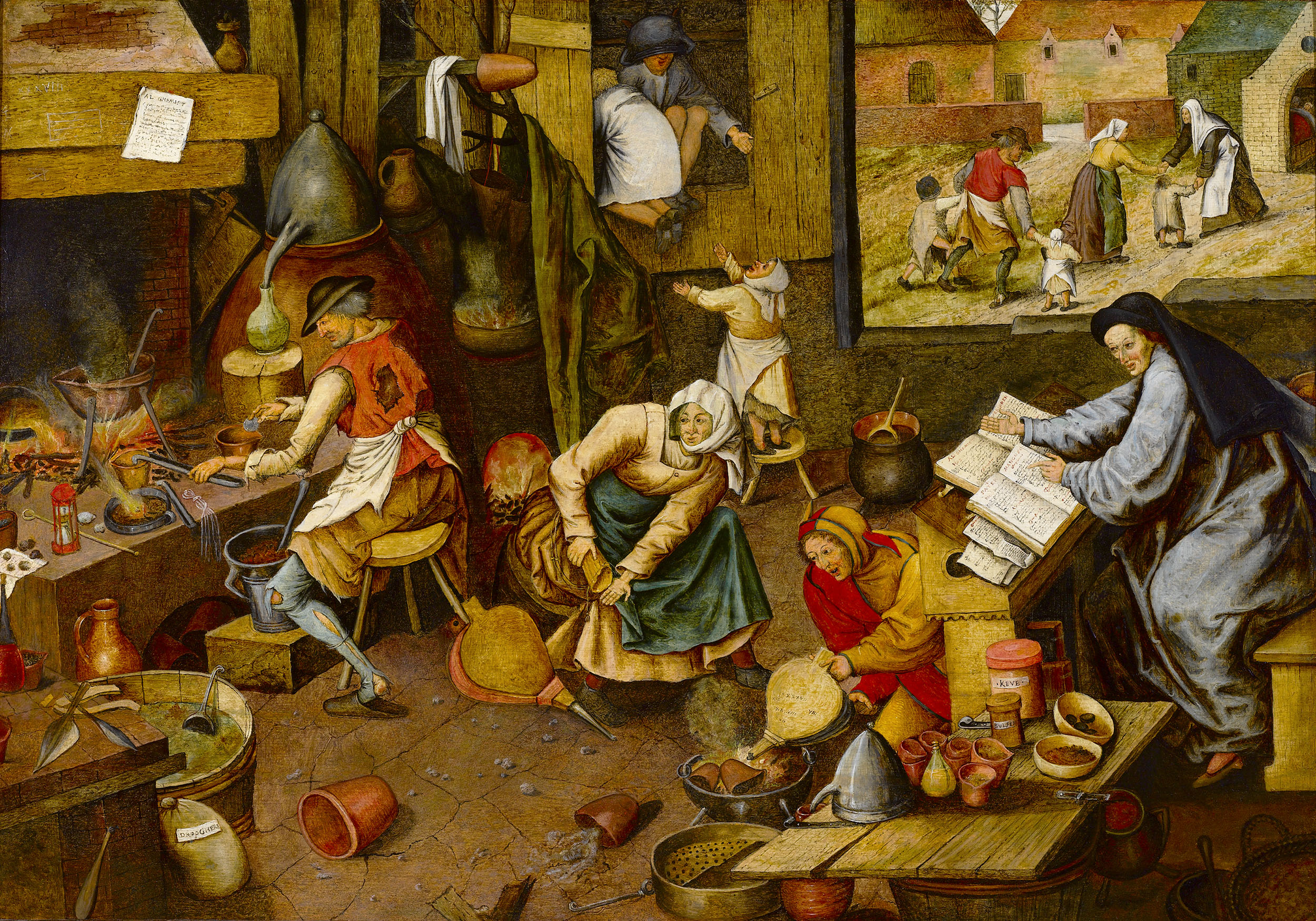
Copia de El Alquimista de Pieter Brueghel el Joven recreada en color en el cuadro

La producción a gran escala de copias de la obra de su padre demuestra que había una demanda significativa de la obra de Pieter el Viejo. Al mismo tiempo las copias contribuyeron a la popularización del estilo de Pieter el Viejo.  Sin la copia del hijo, el público no habría tenido acceso a la obra de su padre, que se encontraba principalmente en colecciones privadas de élite, como la colección imperial de Rodolfo II, Emperador del Sacro Imperio Romano Germánico, en Praga, o la colección Farnesio, en Parma.  Al mismo tiempo, Pieter el Joven amplió el repertorio de su padre a través de sus propias invenciones y variaciones sobre temas de su padre.

## Obras seleccionadas
- La Crucifixión
- La Sagrada Familia con San Juan
- La procesión al Calvario
- Adoración de los Reyes Magos
- Censo en Belén
- El pastor infiel

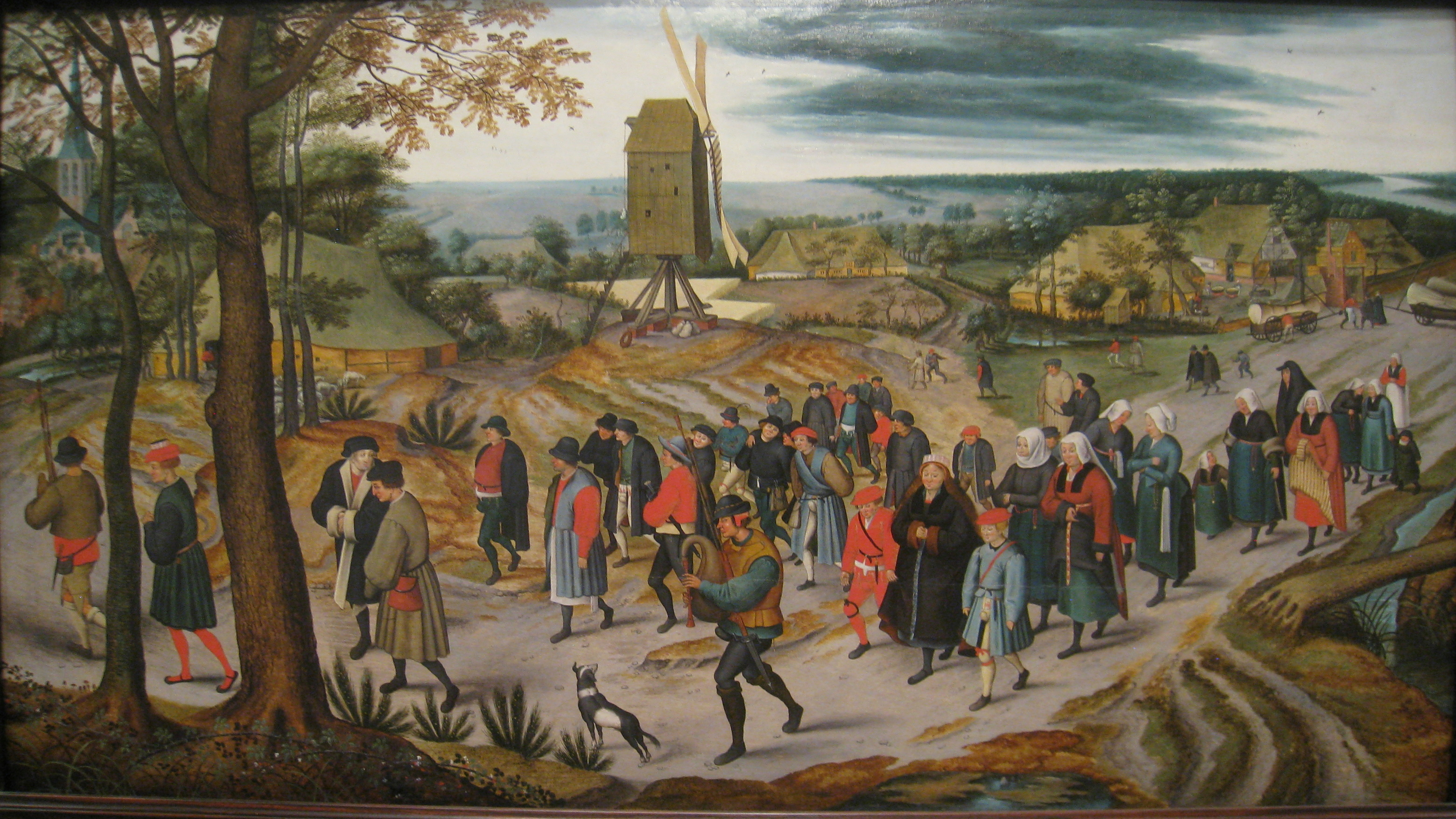
La procesión nupcial

- La lucha entre el Carnaval y la Cuaresma
- Proverbios flamencos
- La masacre de los inocentes
- Baile de bodas campesino
- Las siete obras de misericordia
- Predicación de San Juan Bautista
- La visita a la granja
- Paisaje invernal con una trampa para pájaros
- Feria del pueblo
- El Abogado del Pueblo
- La pelea campestre

## Galería

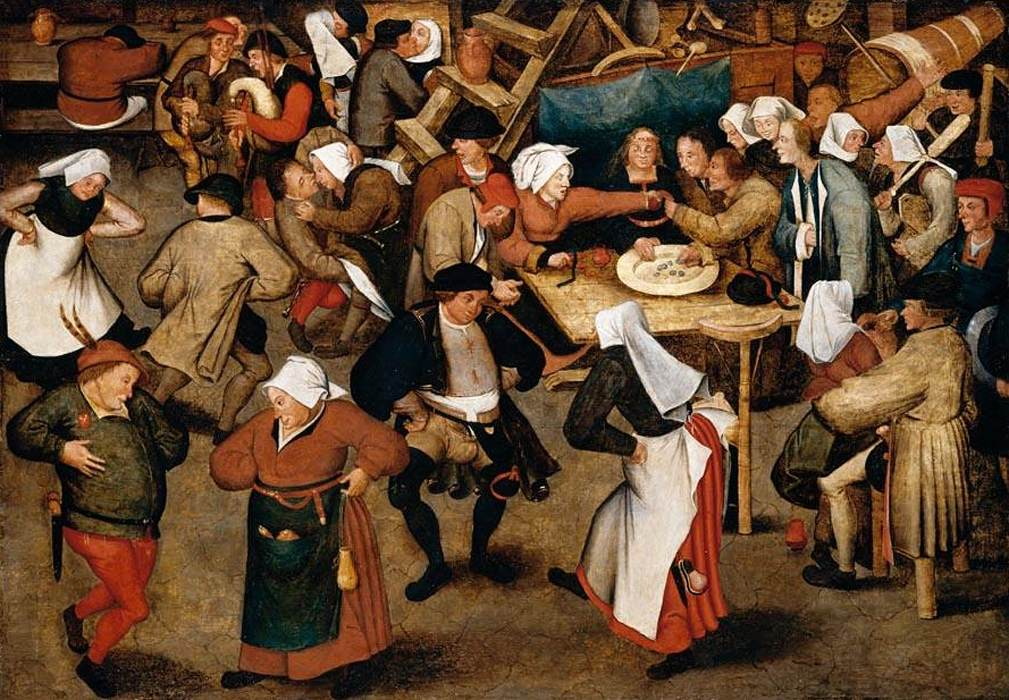
Danza de bodas (c. 1616), colección privada.
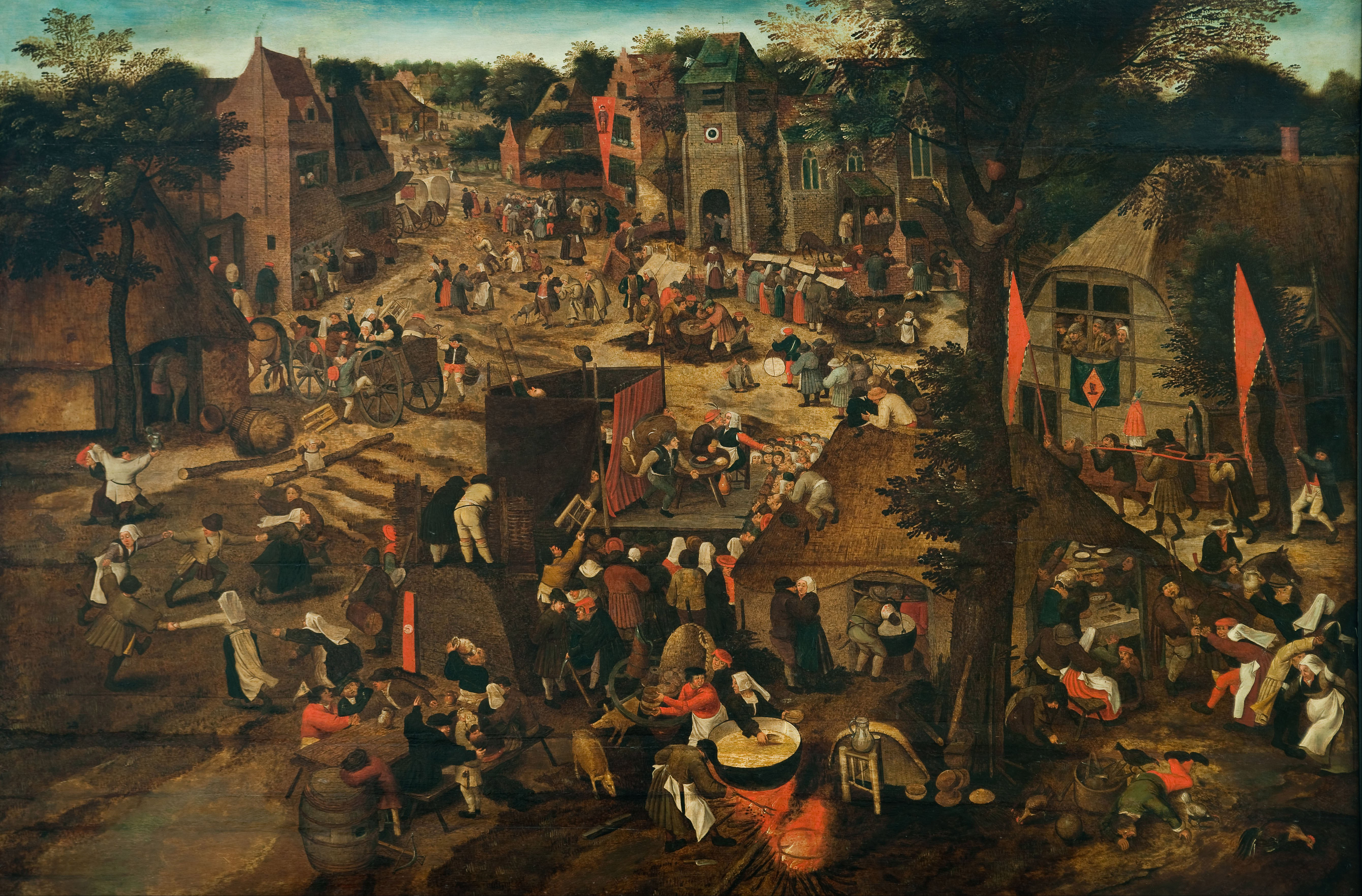
Fiesta en el pueblo, Galería de Arte de Auckland.
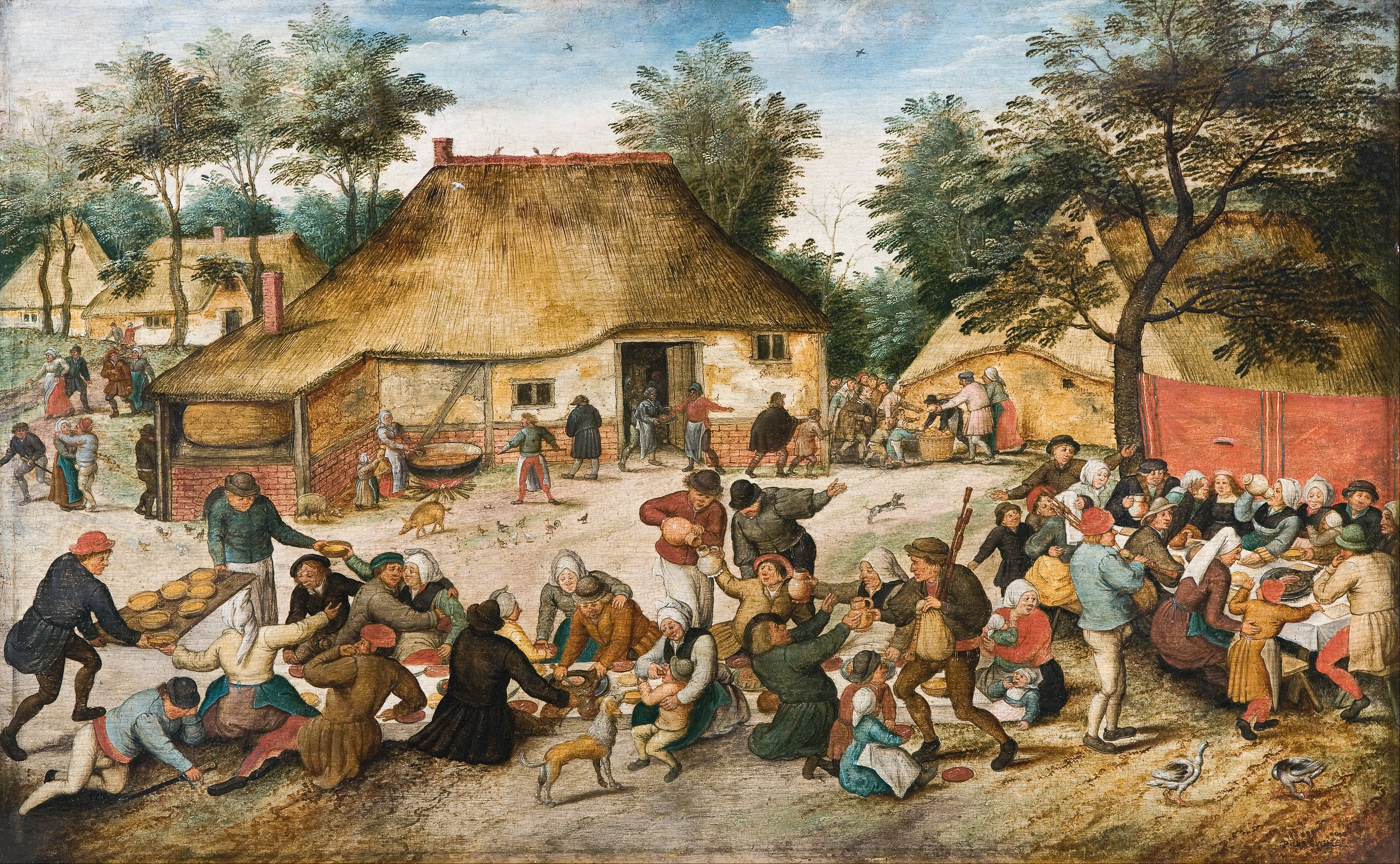
Boda campesina, Palacio Museo Hallwyl.
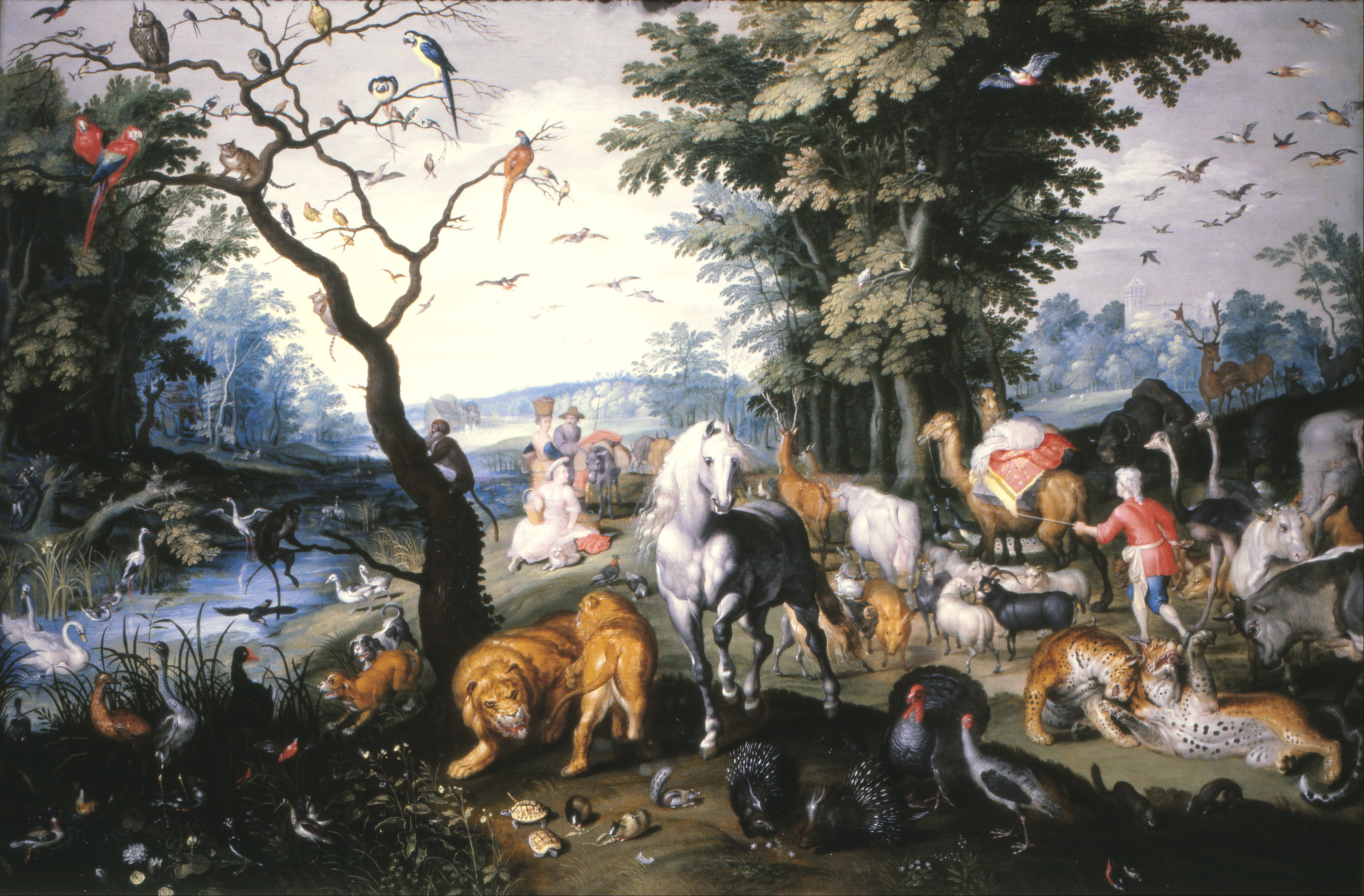
Los animales entrando en el arca de Noé, Museo Lázaro Galdiano.

## Literatura
- Klaus Ertz: Pieter Brueghel der Jüngere (1564-1637/38). Die Gemälde mit kritischem Oeuvrekatalog. LUCA Verlag Dr. Ertz & Partner oHG, 2000, ISBN 3-923641-37-0.